# Räkna får

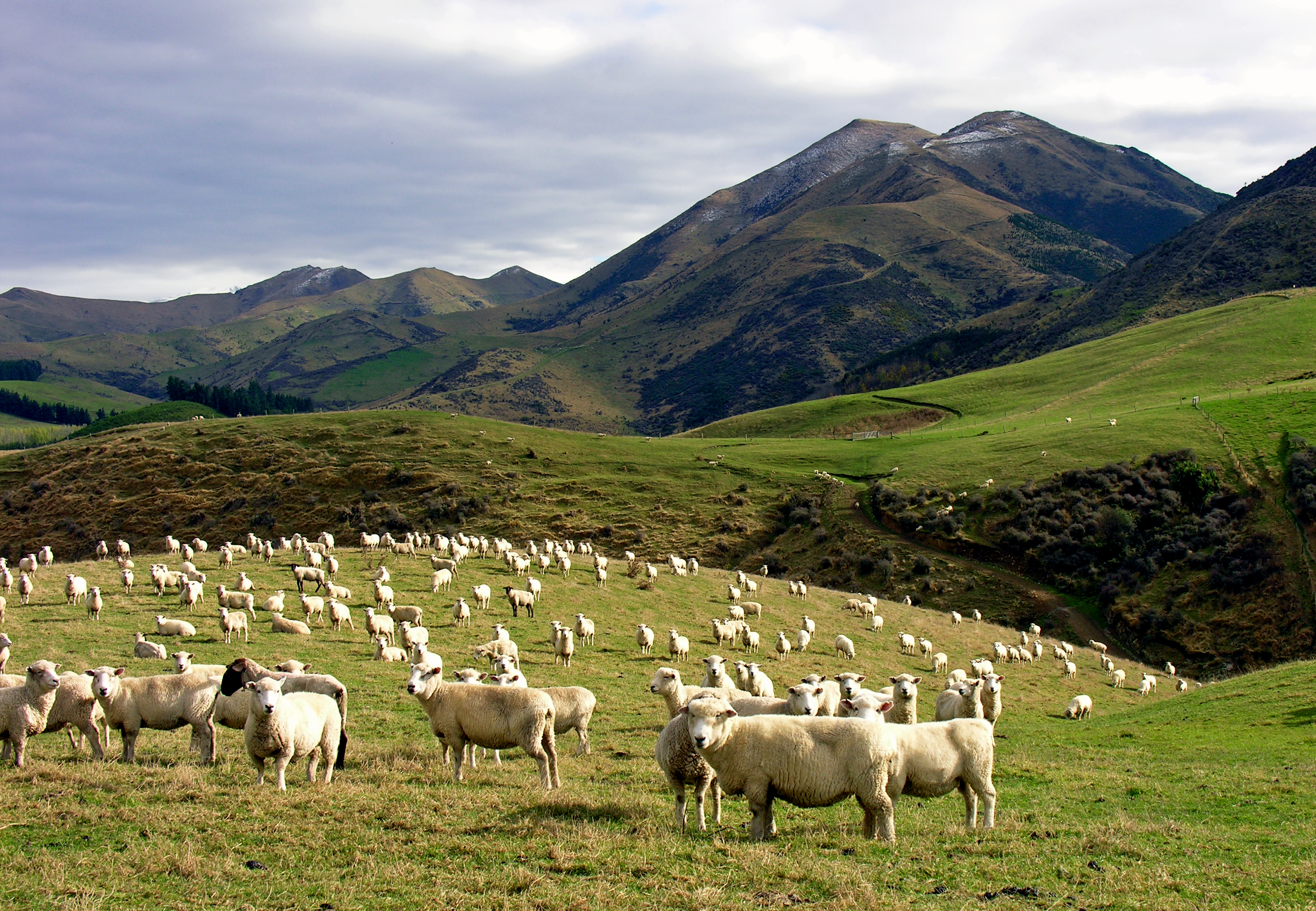
Får.

Att räkna får är en huskur mot sömnlöshet, där man skapar en mental bild av får och räknar dem.
En idé är att fårräknandet ska stimulera rapid eye movement, vilket gör att man lättare kommer in i ett stadium som förbereder för sömn. Att man fokuserar på räknandet sägs ge en lugnande effekt om oförmågan att somna beror på stressande tankar och oro.
Men att räkna får är inte alltid effektivt. Studier visar att det kan vara bättre att föreställa sig en lugn scen, exempelvis ett rofyllt vattenfall eller en äng.

## Djurhållning
Varje år i december ska landets fårodlare räkna sina får och rapportera in till Jordbruksverket. Detta är ett krav från EU.